# Future War
Future War is een Amerikaanse sciencefictionfilm uit 1997. De film werd geregisseerd door Anthony Doublin.

## Verhaal
De film begint aan boord van een ruimteschip, waar een opstand is uitgebroken. Een van de aanwezigen op het schip kan een ontsnappingscapsule bereiken, en vlucht hiermee naar de aarde. De gevluchte man is "The Runaway", een naamloze menselijke slaaf. Hij wordt achtervolgd door een groep cyborgs die de mensheid tot slaven hebben gemaakt, en hun dinosauriërs (die zij als een soort speurhonden gebruiken). De Runaway is afkomstig uit het verleden, maar werd door de cyborgs naar het heden gehaald. Derhalve is hij enigszins bekend met de Engelse taal, en de King James Bijbel.
De Runaway vindt onderdak bij een vrouw die voorheen werkte als prostituee. Samen proberen ze de dinosauriërs en de cyborgs te ontlopen. Hierbij schakelen ze de hulp in van een straatbende.
Na te zijn gearresteerd door de politie op verdenking van betrokkenheid bij een reeks sterfgevallen, wordt de Runaway ondervraagd door agenten. De cyborgs breken in bij het politiebureau, en de Runaway kan in de verwarring die ontstaat ontsnappen. Hij weet dat de cyborgs en hun dinosauriërs zich ophouden in een waterzuiveringsinstallatie. Samen met Sister Ann en haar straatbende blaast hij de installatie op, en doodt zo in één klap al zijn vijanden.
Aan het eind van de film wordt hij samen met Sister Ann een helper van dakloze tieners.

## Rolverdeling
| Acteur                | Personage           |
| --------------------- | ------------------- |
| Daniel Bernhardt      | The Runaway         |
| Robert Z’Dar          | Cyborg Master       |
| Mel Novak             | Swat Leader         |
| Travis Brooks Stewart | Sister Ann          |
| Kazja                 | Cyborg              |
| Ray Adash             | Captain Polaris     |
| Forrest J Ackerman    | Park victum         |
| Joanne Takahashi      | Dr. Margaret Tanaka |

## Achtergrond
Future War maakte volop gebruik van Daniel Bernhardts vaardigheden op het gebied van kickboksen.
De film betekende het regiedebuut van Anthony Dublin. Voorheen werkte hij als modelmaker.
In 1999 werd Future War bespot in de cultserie Mystery Science Theater 3000. Daarmee was het de meest recente film die een behandeling kreeg in dit programma (de film verscheen amper twee jaar voor de MST3K-uitzending). Er werd vooral gespot met het feit dat de film goedkoop overkomt in meerdere opzichten, en het feit dat veel zaken (waaronder de titel) eigenlijk nergens op sloegen (zo maakte Crow T. Robot de opmerking "It’s not the future, and there isn't a war, but you know me; I don't like to complain.").
Al tijdens de productie van de film maakten enkele crewleden de opmerking dat deze film eigenlijk thuishoorde bij Mystery Science Theater 3000.